# 丹尼斯·奥西波夫
丹尼斯·奥西波夫（俄語：Денис Андреевич Осипов；1987年5月9日—），中国、俄罗斯男子冰球运动员。出生于苏联莫斯科。2021年以无血统身份归化中国。身高183厘米、体重88公斤，后卫。

## 经历
2005年代表俄罗斯U20国家队参加过青年世界杯。在俄罗斯KHL效力12个赛季。2016年作为马钢城冶金队的一员赢得KHL总冠军加加林杯。2019年9月，奥西波夫加盟昆仑鸿星俱乐部。2022年在中国国家队出战。
他曾效力的俱乐部有Avtomobilist Yekaterinburg、Jugra Khanty-Mansiysk、Admiral Vladivostok、KHL 的Metallurg Magnitogorsk、Lokomotiv Yaroslavl和HK Dinamo Minsk。
代表中国参加2022年北京冬季奥运会。该队在锦标赛中获得第 12 名。